# Милфорд (Конектикат)
Милфорд (енгл. Milford) град је у америчкој савезној држави Конектикат.

## Демографија
По попису из 2010. године број становника је 51.271, што је 677 (1,3%) становника више него 2000. године.
| Група             | 2000.          | 2010.          |
| Белци             | 46.151 (91,2%) | 43.770 (85,4%) |
| Афроамериканци    | 965 (1,9%)     | 1.314 (2,6%)   |
| Азијати           | 1.193 (2,4%)   | 2.805 (5,5%)   |
| Хиспаноамериканци | 1.691 (3,3%)   | 2.669 (5,2%)   |
| Укупно            | 50.594         | 51.271         |